# Je ne suis pas moi-même
Pour plus de détails, voir Fiche technique et Distribution.
Je ne suis pas moi-même est un film documentaire espagnol réalisé par Alba Mora et Anna Sanmartí, sorti en 2007.

## Synopsis
Je ne suis pas moi-même explore les contradictions que vit le monde des antiquités africaines. D’où viennent les masques africains ? Quel chemin suivent-ils jusqu’à leur arrivée aux galeries et aux collections les plus grandes d’Europe ? Qui détermine la valeur économique et esthétique de ces pièces dans le contexte postcolonial ? Il existe un marché d’art ethnique en Europe qui demande de nouveaux objets. Mais il existe aussi une Afrique en demande de ressources économiques, prête à vendre son patrimoine culturel et à le falsifier si besoin. Les limites de l’authenticité s’estompent quand les objets sacrés sont vendus par ceux qu’il y a longtemps les adoraient.

## Fiche technique
- Titre : Je ne suis pas moi-même
- Réalisation : Alba Mora & Anna Sanmartí
- Production : Nanouk Films
- Scénario : Alba Mora, Anna Sanmartí
- Montage : Vep Culleré
- Son : Philippos Vardakas, Fabien Essiane
- Musique : Pol Ponsarnau
- Interprètes : Jonas Njifouta, Ahmadou Mboumbou, Fabien Essiane